# گوبیونگسان
گوبیونگسان (به لاتین: Gubyeongsan) یک کوه در کره جنوبی است که در Chungcheongbuk-do, South Korea واقع شده‌است. گوبیونگسان ۸۷۶ متر بالاتر از سطح دریا واقع شده‌است.